# Eleccions als Pirineus Orientals

## Eleccions legislatives
El departament dels Pirineus Orientals està representat a l'Assemblea Nacional francesa per quatre diputats, escollits en circumscripcions electorals uninominals. Les darreres eleccions legislatives, en què es van escollir els diputats de la dotzena legislatura, van tenir lloc els diumenges 9 (la primera volta) i 16 de juny de 2002 (la segona).
A les tres primeres circumscripcions van resultar guanyadors els candidats de la UMP, mentre que a la 4a la victòria fou per al candidat del Partit Socialista. En totes quatre circumscripcions els diputats van ser escollits en una segona volta, en no haver-hi obtingut cap candidat la majoria absoluta en la primera volta de les eleccions.

## Eleccions regionals
El departament dels Pirineus Orientals és una de les cinc circumscripcions electorals en què es divideix el territori de la regió del Llenguadoc-Rosselló per a escollir el seu Consell Regional. Els cinc districtes electorals es corresponen amb els cinc departaments existents a la regió.
Les darreres eleccions regionals franceses es van celebrar el 21 (la primera volta) i el 28 de març (la segona volta) del 2004. Vegeu a continuació els resultats de la 1a volta de les eleccions regionals del 2004 als Pirineus Orientals:
| Candidatura                                 | Partits               | Candidat         | Vots   | %     |
| ------------------------------------------- | --------------------- | ---------------- | ------ | ----- |
| Union toute                                 | PS, PCF, Verts i PRG  | Georges Frêche   | 60.719 | 33,64 |
| Union pour le Languedoc-Roussillon          | UMP                   | Jacques Blanc    | 40.418 | 22,39 |
| Front National pour le Languedoc-Roussillon | Front National        | Alain Jamet      | 31.566 | 17,49 |
| La relève Marc Dufour                       | UDF                   | Marc Dufour      | 12.723 | 7,05  |
| Chasse, Pêche, Nature, Traditions           | CPNT                  | Alain Esclopé    | 11.241 | 6,23  |
| Ecologiste et citoyenne                     | CAP 21                | Georges Fandos   | 9.245  | 5,12  |
| Communiste Révolutionnaire - Lutte Ouvrière | LCR i LO              | David Hermet     | 7.964  | 4,41  |
| Llenguadoc - Catalunya 2004                 | ERC i Unitat Catalana | Christian Lacour | 4.900  | 2,71  |
| La vraie droite en Languedoc-Roussillon     | MNR                   | Elisabeth Pascal | 1.716  | 0,95  |

A la segona volta d'aquests comicis només van passar tres llistes: la llista d'esquerres encapçalada per Georges Frêche, la llista de la UMP i la del Front National. Com ja va passar a la primera volta, la candidatura més votada fou la de l'esquerra, aquest cop amb el 50,75%. La llista de la UMP, que encapçalava el president sortint Jacques Blanc, va aconseguir el 32,70% dels vots. La llista del FN només va poder aconseguir el 16,55% dels vots emesos, un percentatge lleugerament inferior a l'aconseguit a la primera volta.
Els 11 escons que corresponen a la circumscripció dels Pirineus Orientals (dels 67 que formen el Consell Regional del Llenguadoc-Rosselló) es van repartir entre les tres candidatures presents a la segona volta de les eleccions de la següent forma: 
- Union toute: 7 escons
- Union pour le Languedoc-Roussillon: 3 escons
- Front National pour le Languedoc-Roussillon: 1 escó